# 楔形数
楔形数指可以表示成三个不同质数的积的正整数。将任何楔形数带入默比乌斯函数，结果都得+-1.
注意以上的定义比要求一个数只含有三个不同的质数因子更严格。比如60 = 22 × 3 × 5只有3个质数因子，但它不是楔形数，又比如44 = 22 × 11，是三個質數的積，但它不是楔形數。
所有的楔形數都是無平方數因數的數。
楔形數的平方有27個正因數，立方有64個正因數，依此類推。
所有的楔形数都有刚好8个因数。如果把一个楔形数表示为{\displaystyle n=p\cdot q\cdot r}，这里p、q、r是不同的质数因子，那么n的约数的集表示为：
{\displaystyle \left\{1,\ p,\ q,\ r,\ pq,\ pr,\ qr,\ n\right\}}
最小的一些楔形数为：30、42、66、70、78、102、105、110、114、130、138、154、165、170、174、182、186、190、195、222、230、231、238、246、255、258、266、273、282、285、286、290、310、318、322、345、354、357、366、370、374、385、399、402、406、410、418、426、429、430、434、435、438 ... （OEIS數列A007304）
目前已知最大的楔形数是（282,589,933 − 1）×（277,232,917 − 1）×（274,207,281 − 1），即三个已知最大质数的积。
第一組兩個連續的楔形數是230 = 2×5×23和231 = 3×7×11；第一組三個的是1309 = 7×11×17、1310 = 2×5×131和1311 = 3×19×23。一組三個以上的不存在，因為如果有這一組，則其中一項可以被4 = 2×2整除，因而不是無平方數因數的數。 
2013（3×11×61）、2014（2×19×53）和2015（5×13×31）都是楔形數。下一組三個連續的楔形數年份是2665（5×13×41）、2666（2×31×43）和2667（3×7×127）（OEIS數列A165936）。